# Martin Chren
Martin Chren, né le 8 mai 1999, est un coureur cycliste slovaque, membre de l'équipe Dukla Banská Bystrica.

## Palmarès sur piste
- 2018
  -  Champion de Slovaquie de poursuite
  - 2e du championnat de Slovaquie du kilomètre
  - 3e du championnat de Slovaquie de l'américaine
- 2019
  -  Champion de Slovaquie du kilomètre
  -  Champion de Slovaquie de l'omnium
  -  Champion de Slovaquie de course aux points
  -  Champion de Slovaquie de scratch
- 2020
  - 2e du championnat de Slovaquie du kilomètre
  - 2e du championnat de Slovaquie de course par élimination
  - 2e du championnat de Slovaquie de scratch
- 2021
  -  Champion de Slovaquie de course aux points

## Palmarès en cyclo-cross
- 2016-2017
  - 3e du championnat de Slovaquie de cyclo-cross juniors

## Palmarès sur route

### Par années
- 2023
  - 5e étape du Grand Prix Chantal Biya

### Classements mondiaux
| Année                                 | 2020  | 2021  | 2022 | 2023  |
| ------------------------------------- | ----- | ----- | ---- | ----- |
| Classement mondial                    | 1749e | 1545e | nc   | 1441e |
| UCI Europe Tour                       | 1291e | 1088e | nc   | nc    |
|                                       |       |       |      |       |
| Légende : nc = non classéSource : UCI |       |       |      |       |